# Leucanopsis azadina
Leucanopsis azadina är en fjärilsart som beskrevs av William Schaus 1941. Leucanopsis azadina ingår i släktet Leucanopsis och familjen björnspinnare. Inga underarter finns listade i Catalogue of Life.